# 임성진
임성진(1991년 2월 14일 ~ )은 대한민국의 전직 스타크래프트 프로게이머이다. Koala라는 아이디를 사용하며, 종족은 테란이다.
2007년 상반기 드래프트에서 MBC게임 히어로의 5차 지명으로 입단하였다.
2008년 4월 은퇴하였다.

## 주요 기록
- 2006년 6월 제27회 커리지 매치 입상
- 2007년 8월 2007 서울 국제 e스포츠 페스티벌 스타크래프트 256강전 32강